# Граймс (Каліфорнія)
Граймс (англ. Grimes) — переписна місцевість (CDP) в США, в окрузі Колуса штату Каліфорнія. Населення — 296 осіб (2020).

## Географія
Граймс розташований за координатами 39°4′27″ пн. ш. 121°53′56″ зх. д. / 39.07417° пн. ш. 121.89889° зх. д. (39.074154, -121.898775).  За даними Бюро перепису населення США в 2010 році переписна місцевість мала площу 5,86 км², уся площа — суходіл.

## Демографія
Згідно з переписом 2010 року, у переписній місцевості мешкала 391 особа в 130 домогосподарствах у складі 91 родини. Густота населення становила 67 осіб/км².  Було 145 помешкань (25/км²).
Расовий склад населення:
| - 72,6 % — білих - 1,8 % — чорних або афроамериканців - 0,8 % — корінних американців - 0,3 % — азіатів - 16,6 % — осіб інших рас |

До двох чи більше рас належало 7,9 %. Частка іспаномовних становила 66,0 % від усіх жителів.
За віковим діапазоном населення розподілялося таким чином: 30,7 % — особи молодші 18 років, 59,1 % — особи у віці 18—64 років, 10,2 % — особи у віці 65 років та старші. Медіана віку мешканця становила 33,6 року. На 100 осіб жіночої статі у переписній місцевості припадало 96,5 чоловіків;  на 100 жінок у віці від 18 років та старших — 97,8 чоловіків також старших 18 років.
Середній дохід на одне домашнє господарство  становив 43 913 долари США (медіана — 41 094), а середній дохід на одну сім'ю — 40 574 долари (медіана — 40 673). За межею бідності перебувало 24,8 % осіб, у тому числі 27,6 % дітей у віці до 18 років та 0,0 % осіб у віці 65 років та старших.
Цивільне працевлаштоване населення становило 108 осіб. Основні галузі зайнятості: сільське господарство, лісництво, риболовля — 31,5 %, освіта, охорона здоров'я та соціальна допомога — 26,9 %, будівництво — 18,5 %, роздрібна торгівля — 17,6 %.